# Natamycin

Strukturformel

Natamycin eller pimaricin är ett naturligt förekommande antimykotikum som bildas av bakterien Streptomyces natalensis vilken lever i jorden. Ämnet har en mycket låg vattenlöslighet men är verksamt även vid mycket låga koncentrationer (<10 ppm). Strukturellt är ämnet en polyen makrolid och molekylen kan betraktas som en amfifil. Ämnets akuta giftighet är låg.
När natamycin används som konserveringsmedel i livsmedel kallas den E235. Till ämnets fördelar räknas att det inte påverkar smaken och att effektiviteten inte beror på pH. Den kan anbringas på livsmedel genom att en suspension sprayas på dess yta, genom att det nedsänkes i en suspension eller genom inblandning i pulverform (tillsammans med cellulosa som klumpförebyggande medel). Natamycin är sedan länge tillåtet som livsmedelstillsats i både USA och EU, bland annat för ytbehandling av ost. I vissa länder även för köttprodukter.
Natamycin används som antimykotikum vid behandling av svampangrepp, innefattande Candida, Aspergillus, Cephalosporium, Fusarium och Penicillium. Då ämnet är olösligt i vatten kan det inte tas upp av tarmarna, så det får istället administreras som kräm, i ögondroppar eller som tabletter för svampinfektioner i munhålan.